# Rachau
Rachau est une ancienne commune autrichienne du district de Murtal en Styrie.